# Gemarkung Löhmar
Die Gemarkung Löhmar ist eine Gemarkung im Landkreis Hof, die vollständig auf dem Gemeindegebiet der Stadt Schwarzenbach am Wald liegt.

## Geografie
Die Gemarkung Löhmar hat eine Fläche von 4,814 km². Sie ist in 495 Flurstücke aufgeteilt, die eine durchschnittliche Fläche von 9724,47 m² haben. In ihr liegen die Gemeindeteile Hühnergrund, Löhmar, Löhmarmühle, Oberleupoldsberg, Schmölz, Schübelhammer, Überkehr, Unterleupoldsberg und Zuckmantel.
Die Nachbargemarkungen sind:
| - Gemarkung Bernstein am Wald - Gemarkung Heinersreuth | - Gemarkung Meierhof - Gemarkung Schwarzenstein |